# Nicha Lertpitaksinchai
Nicha Lertpitaksinchai (ur. 14 sierpnia 1991 w Bangkoku) – tajska tenisistka.
W przeciągu kariery zwyciężyła w dwóch singlowych i piętnastu deblowych turniejach rangi ITF. 24 października 2016 zajmowała najwyższe miejsce w rankingu singlowym WTA Tour – 280. pozycję, natomiast 21 kwietnia 2014 osiągnęła najwyższą lokatę w deblu – 144. miejsce.

## Finały turniejów WTA
| Legenda                     | Legenda |
| --------------------------- | ------- |
| Wielki Szlem                |         |
| Igrzyska olimpijskie        |         |
| WTA Tour Championships      |         |
| 2009 – 2020                 |         |
| WTA Premier Mandatory       |         |
| WTA Premier 5               |         |
| WTA Premier                 |         |
| WTA International Series    |         |
| WTA 125K series (2012–2020) |         |

### Gra podwójna
| Końcowy wynik | Nr | Data             | Turniej | Nawierzchnia | Partnerka     | Przeciwniczki                | Wynik finału |
| ------------- | -- | ---------------- | ------- | ------------ | ------------- | ---------------------------- | ------------ |
| Finalistka    | 1. | 11 września 2016 | Dalian  | Twarda       | Jessy Rompies | Lee Ya-hsuan Kotomi Takahata | 2:6, 1:6     |

## Wygrane turnieje rangi ITF
| turnieje z pulą nagród 100 000 $ |
| turnieje z pulą nagród 75 000 $  |
| turnieje z pulą nagród 50 000 $  |
| turnieje z pulą nagród 25 000 $  |
| turnieje z pulą nagród 15 000 $  |
| turnieje z pulą nagród 10 000 $  |

### Gra pojedyncza
| Data       | Turniej   | Naw.   | Przeciwniczka      | Wynik       |
| 11/12/2010 | Bengaluru | Twarda | Kumiko Iijima      | 6:4, 6:3    |
| 23/05/2015 | Bangkok   | Twarda | Peangtarn Plipuech | 7:6(4), 6:2 |

### Gra podwójna
| Data       | Turniej         | Naw.          | Partnerka          | Przeciwniczki                        | Wynik             |
| 02/10/2011 | Dżakarta        | Twarda        | Nungnadda Wannasuk | Kao Shao-yuan Zhao Yijing            | 6:4, 6:4          |
| 21/07/2012 | Woking-Foxhills | Twarda        | Peangtarn Plipuech | Yvonne Cavallé Reimers Nicola Slater | 6:2, 7:5          |
| 23/02/2013 | Muzaffarnagar   | Trawiasta     | Peangtarn Plipuech | Justyna Jegiołka Weronika Kapszaj    | 3:6, 6:4, 10-8    |
| 27/04/2013 | Phuket          | Twarda        | Peangtarn Plipuech | Tara Moore Melanie South             | 6:3, 5:7, 11-9    |
| 04/05/2013 | Phuket          | Twarda        | Peangtarn Plipuech | Fatima an-Nabhani Lee Ya-hsuan       | 6:2, 6:4          |
| 27/07/2013 | Lexington       | Twarda        | Peangtarn Plipuech | Julja Gluszko Chanel Simmonds        | 7:6(5), 6:3       |
| 16/11/2013 | Phuket          | Twarda (hala) | Peangtarn Plipuech | Lu Jiaxiang Lu Jiajing               | 3:6, 6:2, 10-8    |
| 02/12/2013 | Pune            | Twarda        | Peangtarn Plipuech | Jocelyn Rae Anna Smith               | 7:5, 7:5          |
| 17/02/2014 | Nowe Delhi      | Twarda        | Peangtarn Plipuech | Erika Sema Yurika Sema               | 7:6(5), 6:3       |
| 25/07/2014 | Phuket          | Twarda (hala) | Peangtarn Plipuech | Han Na-lae Yoo Mi                    | 6:3, 6:7(5), 11-9 |